# Lód morski

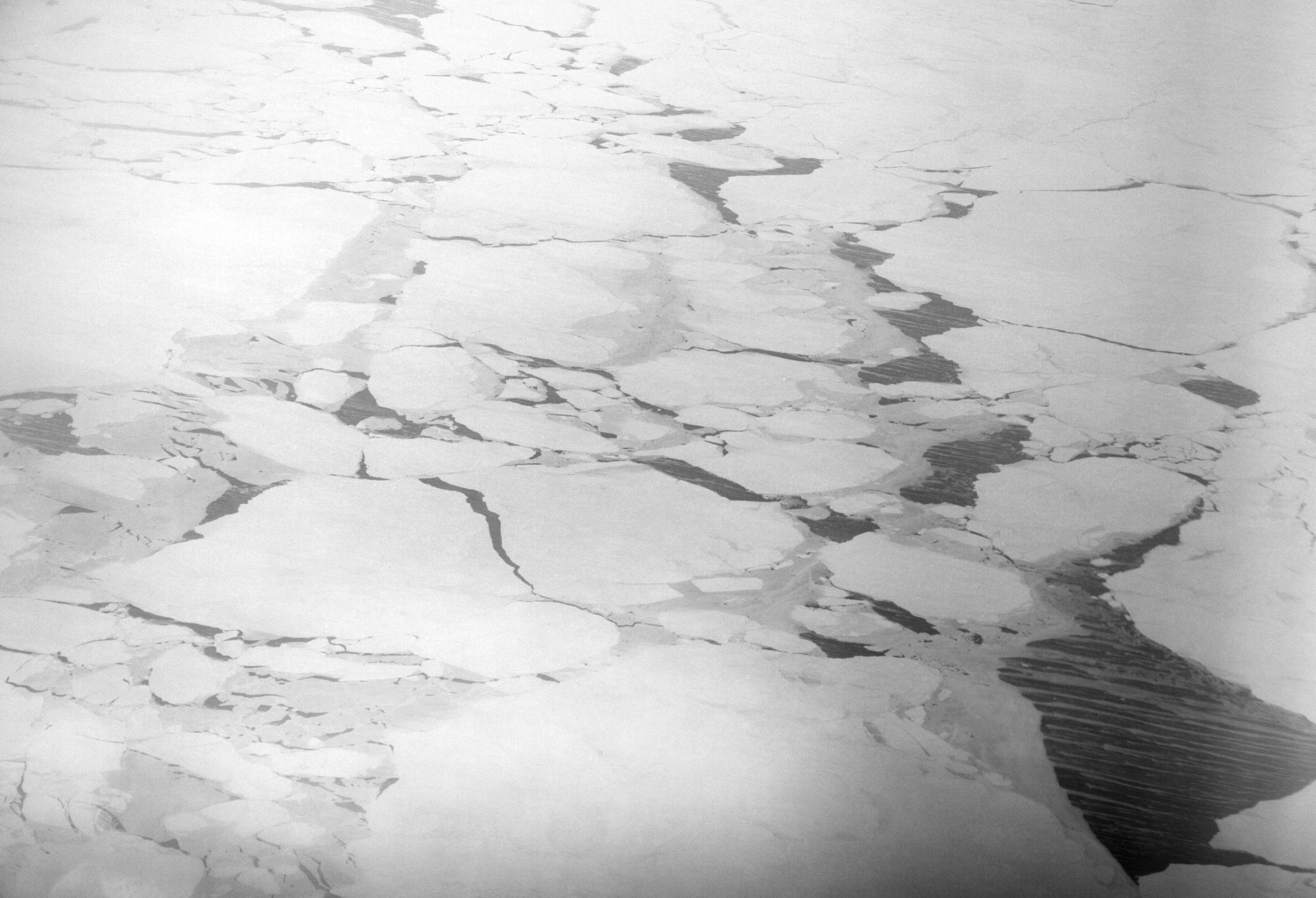
Lód na północnym Atlantyku

Lód morski – lód powstający z wody morskiej. Występuje na powierzchni mórz i oceanów wyższych szerokości geograficznych, także sezonowo w średnich szerokościach geograficznych, w wodzie o temperaturze od ok. −1 °C do ok. −2 °C (w zależności od jej zasolenia).

## Właściwości
Lód morski od lodu słodkowodnego różni się m.in.: zasoleniem (pon. 1%, w zależności od wieku i prędkości powstawania lodu), pojemnością cieplną, gęstością (w zależności od zasolenia i porowatości: 0,72–0,94 g/cm³, średnio 0,91 g/cm³). Lód morski ma mniejszą gęstość, wystaje ponad powierzchnię wody 1/7 do 1/10 swojej grubości.
Trwała pokrywa lodowa utrzymuje się na obszarach mórz polarnych. Jej miąższość może dochodzić do 9 m, przy rocznych przyrostach (od spodu) 1,5–5 m. Dryfujący lód morski nosi nazwę paku lodowego.
Zasięg lodu morskiego zmienia się w ciągu roku. Na półkuli północnej maksymalny zasięg jest osiągany z reguły w marcu, a minimalny we wrześniu. Z kolei na półkuli południowej największy zasięg lodu osiągany jest z reguły we wrześniu lub październiku, a minimalny w lutym.

## Pomiary lodu morskiego
W zależności od sytuacji, lód morski można mierzyć przy użyciu różnych parametrów. Należą do nich między innymi:
- koncentracja lodu morskiego, czyli wyrażony procentowo stosunek powierzchni zajętej przez lód do całkowitej powierzchni[2],
- zasięg lodu morskiego, czyli powierzchnia morza zajęta przez lód morski o odpowiedniej koncentracji (przykładowo, National Snow and Ice Data Center przyjmuje próg 15%)[3],
- objętość lodu morskiego,
- wiek lodu morskiego, odzwierciedlający nie tylko jego stadium rozwoju, ale także cechy (starszy lód jest mniej wrażliwy na topnienie)[4].

## Lód morski a klimat
Obecność lodu morskiego ma istotne znaczenie dla klimatu Ziemi. Lód ma wysokie albedo, czyli odbija większość (50-85%) padającego promieniowania słonecznego. Z kolei albedo powierzchni morza jest bardzo niewielkie. W przypadku wzrostu temperatury i spowodowanego tym topnienia lodu morskiego, w miejsce powierzchni świetnie odbijającej światło pojawia się obszar pochłaniający energię. Skutkiem tego zjawiska jest pochłonięcie większej ilości energii i dalszy wzrost temperatury, napędzający procesy topnienia lodu. Z kolei w przypadku spadku temperatury, zwiększenie powierzchni lodu powoduje przeciwny proces. W obu przypadkach dochodzi do sprzężenia, które wzmacnia zmiany klimatu.
Wskutek spowodowanej przez człowieka zmiany klimatu, zasięg lodu morskiego w Arktyce systematycznie spada. Arktyka ogrzewa się szybciej, niż pozostałe części planety. W latach 2007–2020 minimalne zasięgi były najmniejsze w historii pomiarów, przy czym rekordowe były lata 2012 i 2020. Arktyczny lód jest też coraz młodszy, co przyspiesza procesy topnienia.

## Typy

### Stadia rozwojowe
Wyróżniane są następujące stadia rozwojowe lodu morskiego:
1. Początkowe postacie lodu
  1. Zawiesina kryształów lodu
  2. Lepa lodowa
  3. Lepa śnieżna
  4. Śryż
2. Lód świeży (niłas)
  1. Lód świeży ciemny, o grubości <5 cm
  2. Lód świeży jasny, 5-10 cm
  3. Szkło lodowe, <5 cm
3. Krążki lodowe
4. Lód młody
  1. Lód szary, 10–15 cm
  2. Lód szaro-biały, 15–30 cm
5. Lód pierwszoroczny
  1. Lód pierwszoroczny cienki (lód biały), 30–70 cm; wyróżnia się dwa stadia
  2. Lód pierwszoroczny średni, 70–120 cm
  3. Lód pierwszoroczny gruby, 120–200 cm
6. Lód stary
  1. Lód dwuletni, ~2,5 m
  2. Lód wieloletni, >3 m

### Formy
Ze względu na formę występowania wyróżnia się następujące formy lodu nieruchomego:
1. Lód stały (przylepa, pripaj)
  1. Młody lód brzegowy
2. Stopa lodowa (oderwany fragment lodu stałego)
3. Lód denny
4. Lód osiadły
  1. Lód osadzony na brzebu
  2. Lód na mieliźnie

Lód pływający przybiera następujące formy:
1. Krążki lodowe
2. Kra drobna, o średnicy mniejszej niż 20 m
  1. Bardzo drobna kra, średnica <2 m
3. Kra
  1. Kra mała, średnica 20–100 m
  2. Kra średnia, średnica 100–500 m
  3. Kra duża, średnica 500–2000 m
  4. Kra bardzo duża, średnica 2–10 km
  5. Kra olbrzymia, średnica >10 km
4. Góra z kry
  1. Bryła lodu
5. Brekcja lodowa
6. Gruz lodowy
7. Odłamek góry lodowej
8. Odłam góry lodowej
9. Góra lodowa
  1. Góra lodowcowa
  2. Góra lodowa stołowa
10. Wyspa lodowa